# Brigitte Engerer

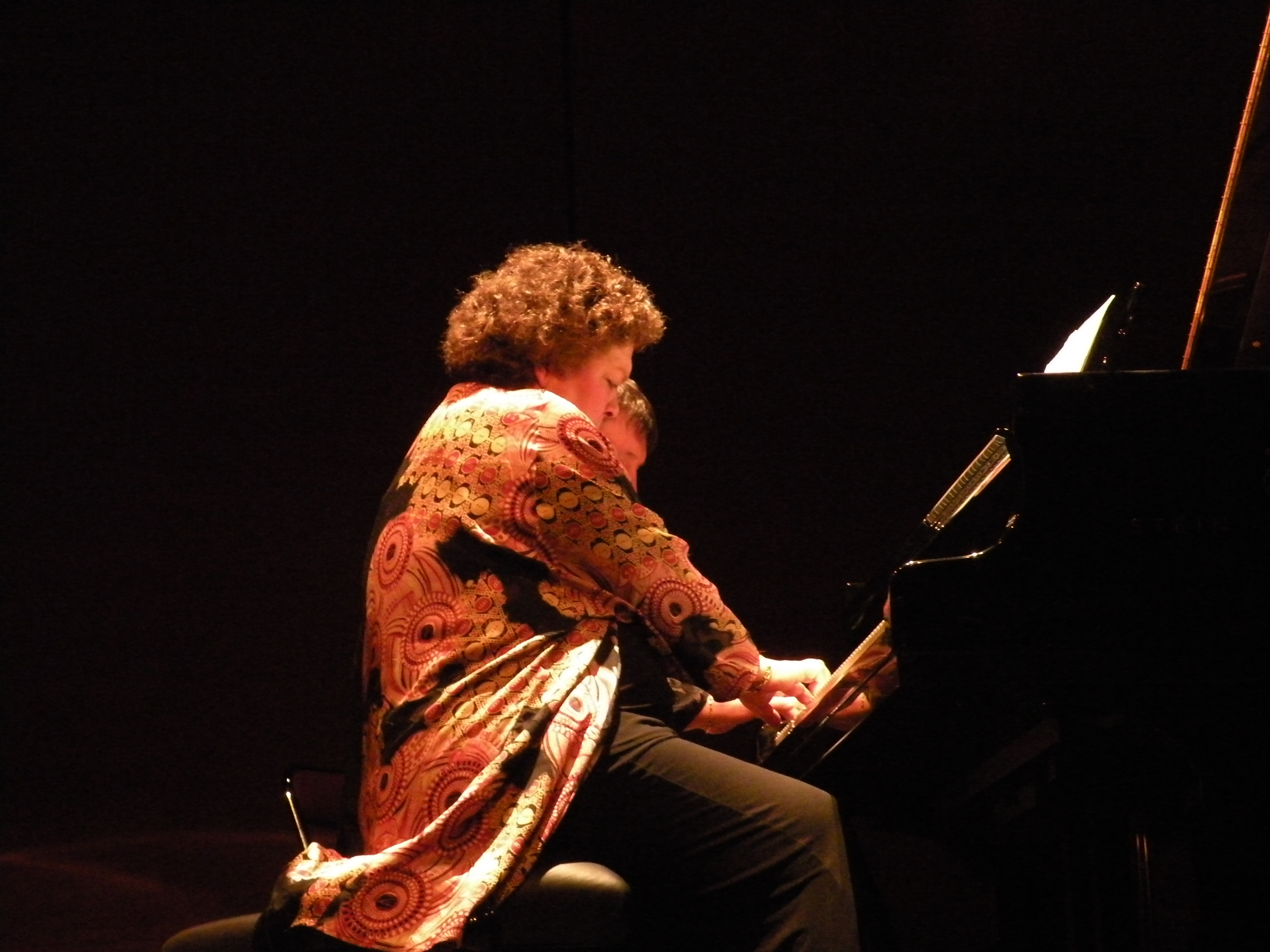
Brigitte Engerer em 2009.

Brigitte Engerer (Túnis, 27 de outubro de 1952 – Paris, 23 de junho de 2012) foi uma pianista francesa.

## Biografia
Engerer nasceu em Túnis. Iniciou os estudos em música aos cinco anos, ao entrar para o Conservatório de Paris na classe de Lucette Descaves. Ela obteve, em 1968, aos 15 anos, um primeiro prêmio no piano, o primeiro nomeado por unanimidade. Em 1969, ela ganhou o Concurso Internacional de Piano Marguerite Long-Jacques Thibaud, após o qual ela foi convidada para realizar formação complementar no Conservatório Tchaikovsky de Moscou, onde ingressou na classe de Stanislav Neuhaus: ela estudou lá durante nove anos.
Em 1980, sua carreira tomou um rumo decisivo quando Herbert von Karajan a convidou para tocar com a Filarmônica de Berlim. Sua carreira posterior foi dividida entre dar recitais e lecionar no Conservatório de Paris. Fez sua última apresentação no dia 12 de junho no teatro dos Champs-Elysées.
Ela foi casada com o escritor Yann Queffélec, com quem teve uma filha, Leonora. Ela morreu em Paris.